# Trigonops
Trigonops är ett släkte av skalbaggar. Trigonops ingår i familjen vivlar.

## Dottertaxa tillTrigonops, i alfabetisk ordning[1]
- Trigonops angulata
- Trigonops bilunulata
- Trigonops bipustulosa
- Trigonops biramosa
- Trigonops bispina
- Trigonops biturberculata
- Trigonops caerulescens
- Trigonops carinicollis
- Trigonops carinithorax
- Trigonops coerulescens
- Trigonops cyanipes
- Trigonops dilaticollis
- Trigonops dispar
- Trigonops exophthalmus
- Trigonops exopthamus
- Trigonops forticornis
- Trigonops froggatti
- Trigonops gazellae
- Trigonops grisea
- Trigonops impura
- Trigonops irrorata
- Trigonops kombuisana
- Trigonops longicollis
- Trigonops nodulosa
- Trigonops notaticollis
- Trigonops paravicinii
- Trigonops penicilligera
- Trigonops planicollis
- Trigonops platessa
- Trigonops platypennis
- Trigonops renschi
- Trigonops rotundipennis
- Trigonops rugosa
- Trigonops rugosus
- Trigonops salomonis
- Trigonops seriatopunctata
- Trigonops setigera
- Trigonops sexmaculata
- Trigonops smaragdina
- Trigonops spongicollis
- Trigonops subfasciata
- Trigonops tuberculata
- Trigonops variabilis
- Trigonops vitticollis